# Copa Constitució 2024
Der Copa Constitució 2024 war die 32. Auflage des Pokalwettbewerbs in Andorra. Der Wettbewerb wurde zwischen dem 14. Januar und dem 26. Mai 2024 ausgetragen. Alle Begegnungen wurden in einem Spiel entschieden. Titelverteidiger Inter Club d’Escaldes schied im Halbfinale aus.

## Teilnehmer
Alle zehn Vereine der Primera Divisió und ein Team aus der Segona Divisió.
| Primera Divisió                                                                                                 | Primera Divisió                                                                                     | Segona Divisió |
| --- | --------------------------------------------------------------------------------------------------- | -------------- |
| - CF Atlètic Amèrica - Atlètic Club d’Escaldes 1 - CE Carroi - CF Esperança d’Andorra - Inter Club d’Escaldes 1 | - FC Pas de la Casa 1 - FC Santa Coloma - UE Santa Coloma - FC Ordino 1 - Penya Encarnada d’Andorra | FC Rànger’s 1  |

## Turnierverlauf

### 1. Runde
Die Spiele fanden am 14. Januar 2024 statt.
|                           | Ergebnis              |                    |
| ------------------------- | --------------------- | ------------------ |
| CF Esperança d’Andorra    | 1:2                   | CF Atlètic Amèrica |
| Penya Encarnada d’Andorra | 2:2 n. V. (4:3 i. E.) | FC Santa Coloma    |
| CE Carroi                 | 2:3                   | UE Santa Coloma    |

### Viertelfinale
Die Spiele fanden am 16. und 17. März 2024 statt.
|                       | Ergebnis              |                           |
| --------------------- | --------------------- | ------------------------- |
| FC Ordino             | 2:2 n. V. (3:4 i. E.) | FC Pas de la Casa         |
| UE Santa Coloma       | 1:0                   | Penya Encarnada d’Andorra |
| Inter Club d’Escaldes | 1:0                   | CF Atlètic Amèrica        |
| FC Rànger’s           | 0:4                   | Atlètic Club d’Escaldes   |

### Halbfinale
Die Spiele fanden am 24. und 25. April 2024 statt.
|                         | Ergebnis              |                   |
| ----------------------- | --------------------- | ----------------- |
| Inter Club d’Escaldes   | 3:3 n. V. (3:4 i. E.) | FC Pas de la Casa |
| Atlètic Club d’Escaldes | 0:1                   | UE Santa Coloma   |

### Finale
| Paarung           | UE Santa Coloma – FC Pas de la Casa |
| Ergebnis          | 1:0 n. V. |
| Datum             | 26. Mai 2024 |
| Stadion           | Estadi Nacional, Andorra la Vella |
| Schiedsrichter    | Antoine Chiaramonti ( Frankreich) |
| Tore              | 1:0 Faysal Chouaib (118.) |
| UE Santa Coloma   | Alejandro Ruíz – Christian Garcia, Camilo Puentes, Emanuel Ribeiro (59. Luis Veloso), Marcos Blasco (74. Alejandro Gómez) – Marc Castells (59. Rafael Palao), Youssef El Ghazaoui (112. Jorge Bolivar), Pablo Molina, Joaquin Cifuentes – Karim L’Koucha (97. Juanito Sánchez), Franco Gonzalez (59. Faysal Chouaib) Cheftrainer: Ramón Caldere |
| FC Pas de la Casa | Luis Ferreiro – Jordi Rubio (84. Rafael Santos), Emili Garcia, Eric Rodriguez (120.+1' Victor Silverio), Marc Rébes – Alexandre Alfaiate, Xavier Vieira, Joao Teixeira – Carlos Gomes (76. Gabor Palfi), Roberto Gomes (71. Alfonso Huerta) Cheftrainer: Xavier Carmona                                                                         |
| Gelbe Karten      | Karim L’Koucha (59.), Camilo Puentes (61.), Christian Garcia (107.), Joaquin Cifuentes (119.) – Joao Teixeira (28.), Eric Rodriguez (34.), Emili Garcia (78.) |
| Platzverweise     | keine – Luis Ferreiro (119.) |